# Batków
Batków (ukr. Батьків) – wieś na Ukrainie w rejonie złoczowskim należącym do obwodu lwowskiego.

## Historia
Dawniej gmina jednostkowa w powiecie zborowskim, w 1921 roku licząca 548 mieszkańców. 15 czerwca 1934 włączony do powietu brodzkiego. Od 1934 należał do gminy zbiorowej Pieniaki w powiecie brodzkim województwa tarnopolskiego.
Po II wojnie światowej włączony do Ukraińskiej SRR w ZSRR, do rejonie podkamieńskim w obwodzie lwowskim, gdzie stanowił radę wiejską.